# Cryptocanthon bochilae
Cryptocanthon bochilae là một loài bọ cánh cứng trong họ Bọ hung (Scarabaeidae).